# Ансамбль споруд пошти (Біла Церква)
Ансамбль споруд пошти у Білій Церкві (Стара пошта) — комплекс пам'яток архітектури громадського призначення у місті Біла Церква. Розташовується на Олександрійському бульварі, 47. Статус пам'ятки національного значення отримала згідно з постановою № 442 Ради Міністрів УРСР від 06.09.1979.

## Історичні відомості
Комплекс споруд був зведений в 1825–1833 рр. на поштовій дорозі Москва — Біла Церква — Одеса на кошти Браницьких за індивідуальним проектом невідомого архітектора. У 1844 р. комплекс постраждав від пожежі та був відновлений у 1848 р. Ансамбль займає площу близько 1,5 га і складається з двох частин. Перша частина споруд — будівлі поштової станції, готелю і заїзду (ямщицька). В другій знаходились служби — каретне приміщення, кузня і стайня. Всі споруди ансамблю стриманого і простого класичного стилю. Станційний будинок, готель і ямщицька, вирішені в стилі класицизму, утворюють курдонер. Решта споруд ансамблю розміщені на схід від ямщицької. Всі споруди ансамблю цегляні, кузня — з бутового каменю.

## Структура

План-схема будівель поштової станції

Основне місце займала в ансамблі станційна будівля. Це прямокутна в плані будівля, центральна частина якої — одноповерхова, фланкована двоповерховими ризалітами з чотирьохколонними портиками тосканського ордера. Кутки другого поверху прикрашені пілястрами. З боку двору і до ризалітів примикають одноповерхові прибудови. Тут нині знаходиться 17-те міське відділення зв'язку.
Готель — прямокутна в плані одноповерхова будівля з портиками по головному фасаду. Покрита чотирисхилим дахом. Планування коридорне.
Ямщицька — низька одноповерхова будівля, покрита чотирисхилим дахом. Вхід підкреслений чотирьохколонним портиком тосканського ордера. Планування анфіладне.
Каретний заїжджий двір ще простіший за архітектурою. В глибині його — каретне приміщення і кузня. На головному фасаді — два широкі аркові в'їзди для карет. Праворуч від каретного приміщення розташовувалась цегляна стайня, яка зараз використовується під склади.
Стайня — Г-подібна в плані будівля; покрита двосхилим дахом. 
Кузня — Т-подібна в плані будівля з горищем; покрита двосхилим дахом. Зі східного боку примикає пізня дерев'яна тинькована прибудова.

## Тарас Шевченко і пам'ятка
У 1846 р. в готелі поштової станції перебував Т. Г. Шевченко під час роботи у складі історико-археографічної комісії. У повісті «Прогулянка з задоволенням і не без моралі» він описує свій приїзд до Білої Церкви, де спинився спочатку в т. зв. «заїзді», який виконував спрощену роль поштового двору. В приміщеннях колишнього заїжджого двору по вул. Ярослава Мудрого після революції був пологовий будинок, а потім магазин, знесений при розширенні території ВАТ «Білоцерківсільмаш».

## Значення
Ансамбль споруд поштової станції викликає інтерес, оскільки зберіг первісне планування і архітектурне вирішення. Це унікальна пам'ятка такого роду в Україні. На його прикладі можна побачити, як з розвитком міста на зміну культовим і палацово-садибним ансамблям приходять ансамблі міських громадських установ.

## Галерея

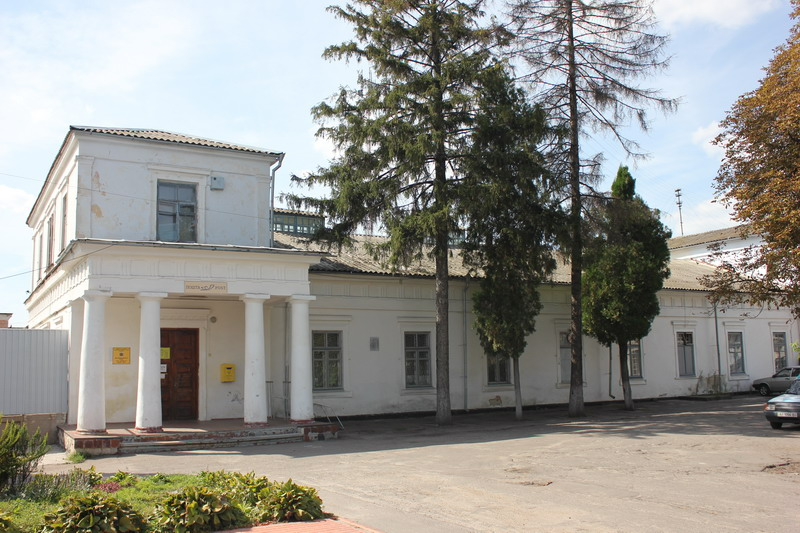
Станційна споруда пошти
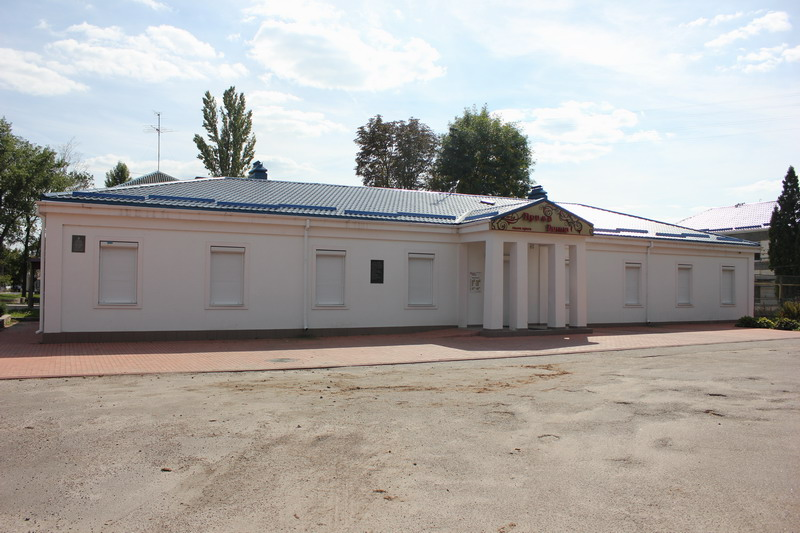
Готель поштової станції
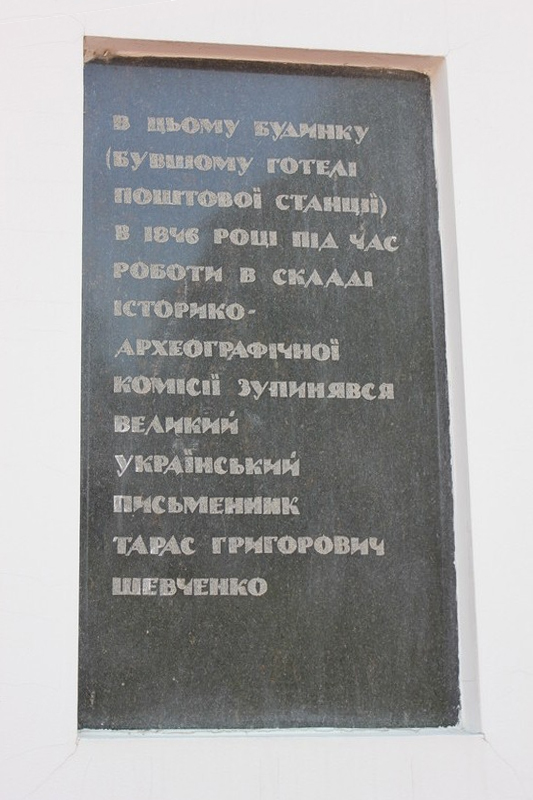
Меморіальна дошка
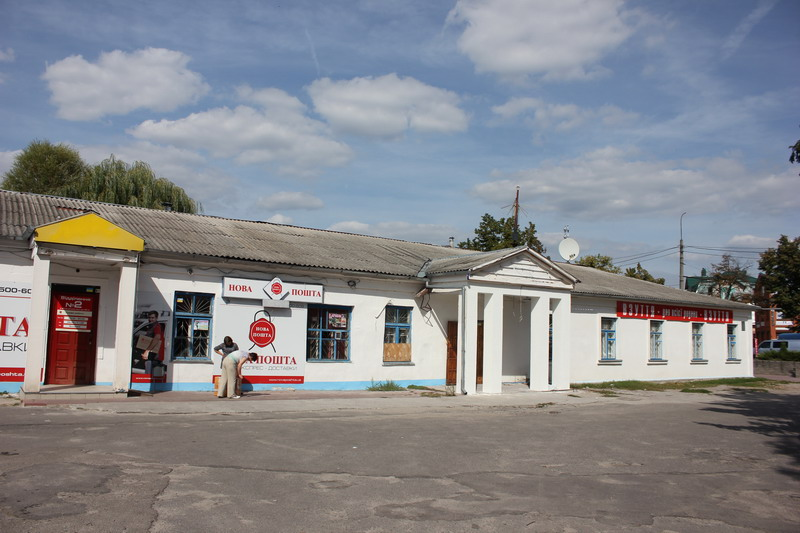
Ямщицька
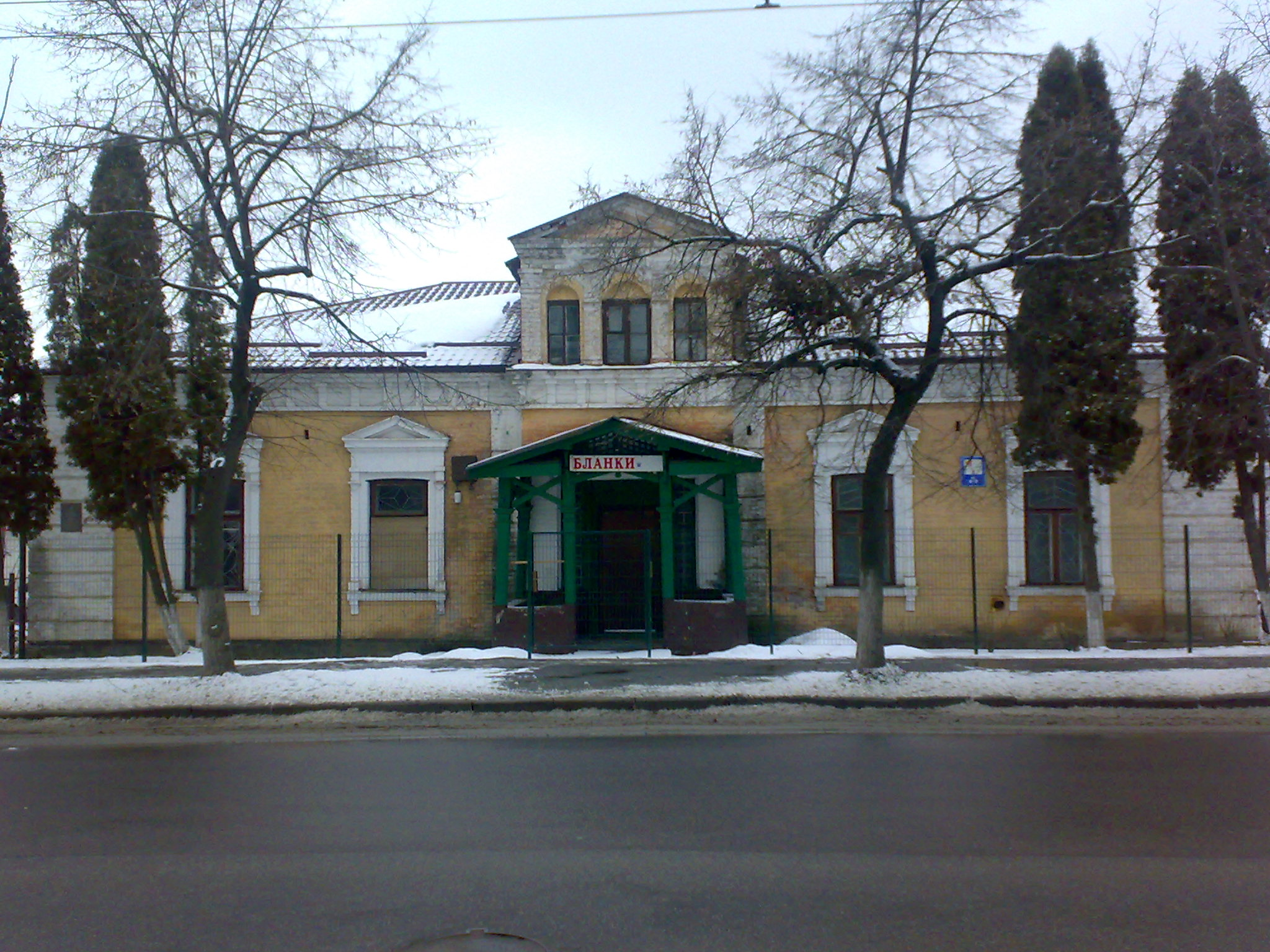
Будинок станційного доглядача